# ¡Silencio, se rueda!
¡Silencio, se rueda! es una historieta de 1995 del dibujante de cómics español Francisco Ibáñez perteneciente a la serie Mortadelo y Filemón.

## Trayectoria editorial
Firmada y publicada en 1995, apareció primero en Magos del Humor y luego serializada en Mortadelo Extra nºs 59 a 61. A finales de 1996 se editó en el número 128 de la Colección Olé.

## Sinopsis
El superintendente cree que Mortadelo y Filemón no tienen buenas condiciones físicas. Para que mejoren los enviará a los rodajes de las películas más famosas para que aprendan los métodos usados por los dobles de cine. Para poder visitar esos rodajes de películas antiguas usarán un invento del profesor Bacterio que los teletransportará al pasado. 

## Comentarios
Mortadelo y Filemón en su aventura a través del cine recorren el cine mudo, cine sonoro, cine a color, etc. Se encontrarán con actores importantes como los Hermanos Marx, Humphrey Bogart, Arnold Schwarzenegger, Sylvester Stallone, etc.